# Ilybius satunini
Ilybius satunini är en skalbaggsart som först beskrevs av Zaitzev 1913.  Ilybius satunini ingår i släktet Ilybius och familjen dykare. Inga underarter finns listade i Catalogue of Life.